# Chlorothraupis
Chlorothraupis är ett fågelsläkte i familjen kardinaler inom ordningen tättingar. Arterna förekommer från Nicaragua till Ecuador och Amazonområdet. Artgränserna inom släktet är under diskussion. Listan nedan med fyra arter följer IOC, med kommentarer om avvikelser:
- Olivkardinal (C. carmioli)
- Gultyglad kardinal (C. frenata)
- Glasögonkardinal (C. olivacea)
- Ockrabröstad kardinal (C. stolzmanni)

Fåglarna i släktet placerades tidigare i familjen tangaror (Thraupidae), men de är i själva verket nära släktingar till "urkardinalen" röd kardinal (Cardinalis cardinalis).